# Pauesia jezoensis
Pauesia jezoensis är en stekelart som först beskrevs av Watanabe 1941.  Pauesia jezoensis ingår i släktet Pauesia och familjen bracksteklar. Arten är reproducerande i Sverige. Inga underarter finns listade i Catalogue of Life.